# Касторія (футбольний клуб)
АГС Касторія (грец. ΑΓΣ Καστοριάς, грец. Αθλητικός και Γυμναστικός Σύλλογος Καστοριάς — Атлетичний та гімнастичний клуб Касторії) — професійний грецький футбольний клуб з міста Касторія, Західна Македонія. Заснований 1963 року. Домашній стадіон — муніципальний стадіон Касторії. Основні клубні кольори — червоний та жовтий.

## Досягнення
- Володар Кубка Греції: 1980.

## Історія виступів у національних лігах
- 1963 — 1974: Бета Етнікі
- 1974 — 1983: Альфа Етнікі
- 1983 — 1992: Бета Етнікі
- 1992 — 1995: Гамма Етнікі
- 1995 — 1996: Бета Етнікі
- 1996 — 1997: Альфа Етнікі
- 1997 — 1998: Бета Етнікі
- 1998 — 1999: Гамма Етнікі
- 1999 — 2002: Дельта Етнікі
- 2002 — 2004: Гамма Етнікі
- 2004 — 2009: Бета Етнікі
- 2009 — 2010: Гамма Етнікі

## Відомі гравці
Греція
- Нікос Сарганіс
- Йоргос Парасхос
- Лакіс Сімеофорідіс
- Анестіс Афендулідіс
- Алексіс Алексіадіс
- Янніс Аргірос
- Антоніс Міну
- Кіріякос Каратаідіс
- Мінос Хандзідіс
- Грігоріс Папавасіліу
- Янніс Дінтсікос
- Васіліс Ноліс